# Salon des indépendants de 1911
Le Salon des indépendants de 1911 est la vingt-septième édition du Salon des indépendants, une exposition artistique annuelle à Paris, en France. Il se tient du 21 avril 1911 au 13 juin 1911 sur le quai d'Orsay et le pont de l'Alma. Il est marqué par la révélation au public d'œuvres cubistes, point de départ du cubisme de salon.

## Œuvres présentées
- Robert Delaunay, La Ville n°2.
- Albert Gleizes, La Femme aux phlox.
- Roger de La Fresnaye, Cuirassier.
- Henri Le Fauconnier, L'Abondance.
- Vassily Kandinsky, Impression V (Parc)
- Fernand Léger, La Couseuse.
- Fernand Léger, Nus dans la forêt.